# Christoph 67
Christoph 67 ist der Funkrufname des am Flugplatz Itzehoe/Hungriger Wolf stationierten Rettungshubschraubers. Er wird seit dem 1. Juli 2024 von der ADAC Luftrettung betrieben. Haupteinsatzgebiet ist der bevölkerungsreiche Süden von Schleswig-Holstein.

## Station, Einsatz und Besetzung
Der Hubschrauber vom Typ Airbus Helicopters H145 D-2 wird von der Integrierten Regionalleitstelle Mitte in Kiel zu Rettungseinsätzen mit Notarztindikation alarmiert, wenn ein Notarzteinsatzfahrzeug (NEF) nicht rechtzeitig zur Verfügung steht, die Art des Notfalls den Transport eines Patienten mittels Hubschrauber erforderlich macht oder Intensivtransporte von Patienten notwendig sind.
Bei seinen Einsätzen ist Christoph 67 mit einem Piloten der ADAC Luftrettung besetzt. Die Notfallsanitäter, welche ebenfalls Mitarbeiter der ADAC Luftrettung sind, gehören zur Hubschrauberbesatzung (HEMS Crew Member) und unterstützen den Piloten im Bereich der Kommunikation und Navigation. Die Notärzte werden vom Universitätsklinikum Hamburg-Eppendorf gestellt.
Der eingesetzte Hubschrauber kann optional, sofern es in der Zukunft dafür Bedarf gibt, auch für Einsätze in der Dunkelheit und mit Rettungswinde ausgestattet werden.

## Sonstiges
Der Name Christoph geht auf den heiligen Christophorus zurück, den Schutzpatron der Reisenden. Nach ihm tragen alle deutschen Rettungshubschrauber den BOS-Funk-Rufnamen Christoph, gefolgt von einer Nummer bei Rettungshubschraubern und einer Bezeichnung zum Standort bei Intensivtransporthubschraubern.